# Inkatha Freedom Party
Die Inkatha Freedom Party (IFP) ist eine politische Partei in Südafrika.

## Geschichte

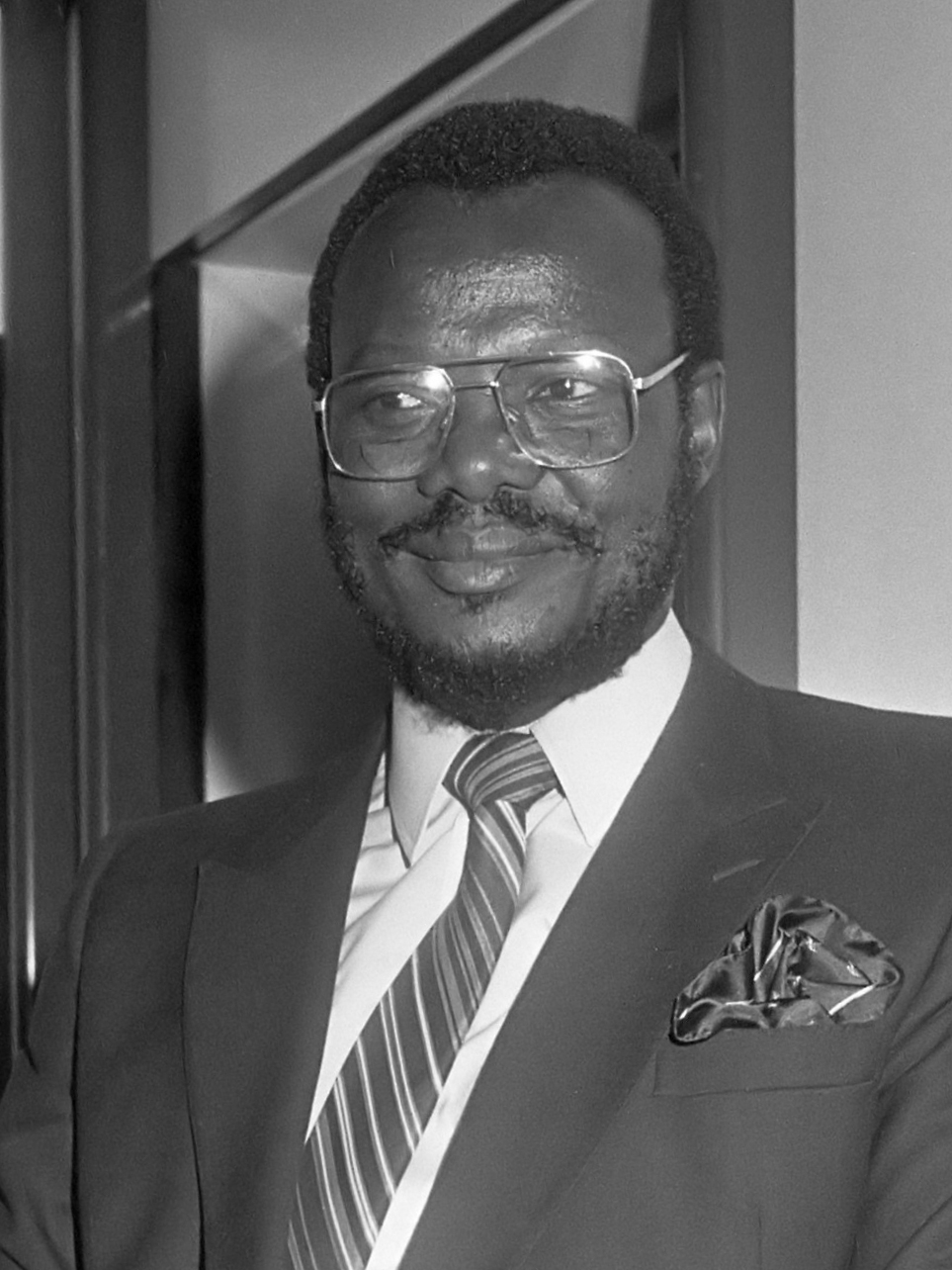
Mangosuthu Buthelezi (1983)

Die IFP wurde 1975 von Mangosuthu Buthelezi gegründet. Zur Gründung verwendete der Zulu-Führer Buthelezi die Strukturen einer kulturellen Organisation der Zulu, die bereits seit den 1920er-Jahren bestand und Inkatha hieß. Die Partei entstand im KwaZulu-Homeland. Noch heute sind die meisten Mitglieder der Partei Zulu, auch wenn die Partei offen ist für Personen sämtlicher ethnischer Gruppierungen.
Die Inkatha Freedom Party versteht sich als antikommunistisch und als Gegenpartei zum African National Congress (ANC). Während der Zeit der Apartheid suchte sie anders als der ANC punktuell die Zusammenarbeit mit der weißen Regierung.
Die entgegenstehenden Positionen von ANC und Inkatha Freedom Party führten insbesondere ab 1989 zu gegenseitigen Übergriffen und Kämpfen zwischen beiden Seiten. Die Unruhen kosteten rund 7.000 Menschen das Leben. Erst als es Nelson Mandela 1994 gelang, Buthelezi in die neue Regierung einzubinden, hörten die Unruhen auf.
Buthelezi trat im August 2019 vom Parteivorsitz zurück und wurde durch den vormaligen IFP-Generalsekretär Velenkosini Hlabisa ersetzt.

## Wahlergebnisse
Von 1994 bis 2004 war die Inkatha Freedom Party jeweils drittstärkste Partei und auch an der Regierung beteiligt. In der Provinz KwaZulu-Natal stellte sie von 1994 bis 2004 den Premierminister. Bei der landesweiten Wahl 2009 verlor sie erheblich an Stimmen und wurde mit 4,55 % der Stimmen nur noch viertstärkste Kraft hinter der neu gegründeten ANC-Abspaltung Congress of the People. Vor den Wahlen 2014 spaltete sich die National Freedom Party (NFP) von der IFP ab, die nur noch 2,40 % der Stimmen erhielt. Die IFP blieb aber viertstärkste Partei. Bei den landesweiten Kommunalwahlen 2016, zu denen die NFP nicht zugelassen war, erlangte die IFP 4,3 % der Stimmen und wurde in sieben Gemeinden stärkste Partei. Bei den Parlamentswahlen von 2019 konnte die Inkatha einen Großteil der 2014 verlorenen Stimmen zurückgewinnen. In der Provinzversammlung KwaZulu-Natal konnte die Partei mit 16,3 % den Status als zweitstärkste Partei und damit als offizielle Opposition zurückgewinnen.
Ergebnisse bei den Wahlen zur Nationalversammlung
| Jahr | Wahl                              | Stimmenanteil | Sitze  |
| ---- | --------------------------------- | ------------- | ------ |
| 1994 | Wahl zur Nationalversammlung 1994 | 10,50 %       | 43/400 |
| 1999 | Wahl zur Nationalversammlung 1999 | 08,90 %       | 34/400 |
| 2004 | Wahl zur Nationalversammlung 2004 | 06,97 %       | 28/400 |
| 2009 | Wahl zur Nationalversammlung 2009 | 04,55 %       | 18/400 |
| 2014 | Wahl zur Nationalversammlung 2014 | 02,40 %       | 10/400 |
| 2019 | Wahl zur Nationalversammlung 2019 | 03,38 %       | 14/400 |
| 2024 | Wahl zur Nationalversammlung 2024 | 03,85 %       | 17/400 |

## Mediale Rezeption
Die seit Mitte der 1980er Jahre sich zuspitzenden politischen Konflikte zwischen der Inkatha Freedom Party und dem African National Congress in Natal und Transvaal werden in dem Spielfilm The Bang Bang Club thematisiert. In diese bewaffneten und blutigen Unruhen mit unzähligen Toten waren auch Selbstverteidigungskräfte einiger Townships und ehemalige Mitglieder der paramilitärischen Spezialeinheit Koevoet verwickelt.